# 16777216
16777216（千六百七十七万七千二百十六、せんろっぴゃくななじゅうななまんななせんにひゃくじゅうろく）は、自然数また整数において、16777215の次で16777217の前の数である。

## 性質
- 16777216は合成数であり、約数は 1, 2, 4, 8, 16, 32, 64, 128, 256, 512, 1024, 2048, 4096, 8192, 16384, 32768, 65536, 131072, 262144, 524288, 1048576, 2097152, 4194304, 8388608, 16777216 であり、素因数分解から自明な通り、全て2の累乗数 (20,21,…,224) である。
  - 約数の和は33554431で 225 − 1 に等しい。
- 16777216 = 224
  - 24番目の2の累乗数である。1つ前は8388608、次は33554432。
  - n = 2 のときの n24 の値とみたとき1つ前は1、次は282429536481。
  - 16777216 = 24!
    - n = 4 のときの 2n! の値とみたとき1つ前は64、次は1329227995784915872903807060280344576。(オンライン整数列大辞典の数列 A050923)
- 16777216 = 412
  - 4番目の12乗数である。1つ前は531441、次は244140625。
  - n = 12 のときの 4n の値とみたとき1つ前は4194304、次は67108864。
- 16777216 = 88
  - 8番目の8乗数である。1つ前は5764801、次は43046721。
  - n = 8 のときの 8n の値とみたとき1つ前は2097152、次は134217728。
  - n = 8 のときの nn の値とみたとき1つ前は823543、次は387420489。
- 16777216 = 166
  - 16番目の6乗数である。1つ前は11390625、次は24137569。
  - n = 6 のときの 16n の値とみたとき1つ前は1048576、次は268435456。
- 16777216 = 644
  - 64番目の4乗数 (二重平方数) である。1つ前は15752961、次は17850625。
  - n = 4 のときの 64n の値とみたとき1つ前は262144、次は1073741824。
- 16777216 = 2563
  - 256番目の立方数である。1つ前は16581375、次は16974593。
  - n = 3 のときの 256n の値とみたとき1つ前は65536、次は4294967296。
- 16777216 = 40962
  - 4096番目の平方数である。1つ前は16769025、次は16785409。
- 1/16777216 = 0.000000059604644775390625　
  - 逆数は小数点以下24桁の有限小数になる。
    - 逆数が有限小数になる143番目の数である。1つ前は16384000、次は19531250。(オンライン整数列大辞典の数列 A003592)

## その他 16777216 に関連すること
- コンピュータにおける3 バイト（24ビット）データで表現できる最大個数。すなわち 0xFFFFFF（0d16777215）に 0x0（0d0） を加えた 16777216 。
- コンピュータの24ビットカラー、つまりRGBの各色が8ビットで表現されるときの発色可能数。カタログ等で「約1677万色」または「約1700万色」と表記されるときは正確にはこの数値を指している。
- スポーツ振興くじMEGA BIGの１等当選確率は1/16,777,216である。